# Postepay Sound Padova
Il Postepay Sound Padova (precedentemente conosciuto come Piazzola Live Festival, Hydrogen Festival e Postepay Sound) è un festival musicale che si tiene ogni estate dal 2008. Fino al 2016 si è svolto a Piazzola sul Brenta, in provincia di Padova, nel 2017 è stato spostato a Padova. Sotto lo stesso marchio 'Postepay Sound' si tengono analoghi festival a Roma e a Gallipoli. 

## Storia
Il festival è nato nel 2008 da un'iniziativa del comune di Piazzola sul Brenta, in provincia di Padova, con il nome iniziale di 'Piazzola Live Festival'. Fin dalle prime edizioni ha ospitato artisti nazionali e internazionali di ogni genere musicale. Dalla quinta edizione, nel 2012, ha cambiato nome in Hydrogen Festival e ha iniziato ad ospitare anche comici e attori oltre agli artisti musicali. Dal 2016 il nuovo nome della rassegna è 'Postepay Sound', sponsorizzato da Poste Italiane. Nel 2017 ci sono stati problemi organizzativi ad allestirlo nella vecchia sede ed è stato spostato a Padova. Per differenziarlo dagli omonimi festival di Gallipoli e Roma è stato chiamato 'Postepay Sound Padova'.

## Location
A Piazzola il palco era montato nella piazza principale, nel suggestivo scenario della Villa Contarini, situata davanti alla piazza. La struttura all'aperto aveva una capienza di circa 10.000 spettatori. La sede di Padova è l'Arena Live, uno spazio attrezzato per concerti all'aperto all'esterno del Gran Teatro Geox, in una zona industriale dismessa lungo la tangenziale Ovest, tra le uscite nº 3 e nº 4. L'Arena Live di Padova è stata allestita con la stessa disposizione che palco, tribune e platea avevano a Piazzola.

## Edizioni
Di seguito le date a partire dalla quinta edizione (2012) alla nona (2016).
| Anno                                   | Data      | Artista                                                      | Note                                              |
| -------------------------------------- | --------- | ------------------------------------------------------------ | ------------------------------------------------- |
| 2012                                   | 4 luglio  | Joan Baez                                                    |                                                   |
| 2012                                   | 7 luglio  | Billy Idol                                                   |                                                   |
| 2012                                   | 8 luglio  | Tiziano Ferro                                                |                                                   |
| 2012                                   | 10 luglio | Sting                                                        |                                                   |
| 2012                                   | 11 luglio | Wolfmother                                                   |                                                   |
| 2012                                   | 13 luglio | The Cult                                                     |                                                   |
| 2012                                   | 14 luglio | Giuseppe Giacobazzi                                          |                                                   |
| 2012                                   | 17 luglio | Alanis Morissette                                            |                                                   |
| 2012                                   | 19 luglio | Franco Battiato con l'Orchestra Filarmonica Arturo Toscanini |                                                   |
| 2012                                   | 20 luglio | Ben Harper                                                   |                                                   |
| 2012                                   | 21 luglio | Massimo Ranieri                                              |                                                   |
| 2013                                   | 6 luglio  | Marco Mengoni                                                |                                                   |
| 2013                                   | 11 luglio | Max Gazzè                                                    |                                                   |
| 2013                                   | 12 luglio | Mark Knopfler                                                |                                                   |
| 2013                                   | 14 luglio | Thirty Seconds to Mars                                       |                                                   |
| 2013                                   | 18 luglio | Mario Biondi                                                 |                                                   |
| 2013                                   | 19 luglio | Fabri Fibra                                                  |                                                   |
| 2013                                   | 20 luglio | Crosby, Stills and Nash                                      |                                                   |
| 2013                                   | 21 luglio | Antonello Venditti                                           |                                                   |
| 2014                                   | 6 luglio  | Negramaro                                                    |                                                   |
| 2014                                   | 9 luglio  | Massive Attack                                               |                                                   |
| 2014                                   | 14 luglio | Robert Plant                                                 |                                                   |
| 2014                                   | 15 luglio | James Blunt                                                  |                                                   |
| 2014                                   | 16 luglio | Giorgia                                                      |                                                   |
| 2014                                   | 17 luglio | Paolo Nutini                                                 |                                                   |
| 2014                                   | 18 luglio | Scorpions                                                    |                                                   |
| 2014                                   | 19 luglio | Emma                                                         |                                                   |
| 2014                                   | 25 luglio | Elisa                                                        |                                                   |
| 2015                                   | 9 giugno  | OneRepublic + The Last Internationale e Santa Margaret       |                                                   |
| 2015                                   | 12 giugno | Romeo e Giulietta - Ama e cambia il mondo                    |                                                   |
| 2015                                   | 13 giugno | Romeo e Giulietta - Ama e cambia il mondo                    |                                                   |
| 2015                                   | 14 giugno | Romeo e Giulietta - Ama e cambia il mondo                    |                                                   |
| 2015                                   | 17 giugno | Romeo e Giulietta - Ama e cambia il mondo                    |                                                   |
| 2015                                   | 18 giugno | Romeo e Giulietta - Ama e cambia il mondo                    | Annullato causa maltempo                          |
| 2015                                   | 19 giugno | Romeo e Giulietta - Ama e cambia il mondo                    |                                                   |
| 2015                                   | 1º luglio | The Chemical Brothers                                        |                                                   |
| 2015                                   | 6 luglio  | Damian Marley                                                |                                                   |
| 2015                                   | 8 luglio  | Noel Gallagher's High Flying Birds                           |                                                   |
| 2015                                   | 11 luglio | Angelo Pintus                                                |                                                   |
| 2015                                   | 14 luglio | Stromae + Benjamin Clementine                                | Annullato causa condizioni di salute dell'artista |
| 2015                                   | 17 luglio | Ben Harper & The Innocent Criminals                          |                                                   |
| 2015                                   | 18 luglio | Mark Knopfler and Band                                       |                                                   |
| 2015                                   | 25 luglio | Anastacia                                                    |                                                   |
| 2015                                   | 29 luglio | Lenny Kravitz                                                |                                                   |
| Totale = 38 spettacoli (+ 2 annullati) |           |                                                              |                                                   |

## Premi e riconoscimenti
2015 — OnStage Awards: Best Concert Series